# Piràmide de Maslow

Piràmide de la jerarquia de necessitats de Maslow.

La Piràmide de Maslow, o jerarquia de les necessitats humanes, és la representació gràfica de la teoria psicològica proposada per Abraham Maslow en el seu article Una teoria sobre la motivació humana (en anglès, A Theory of Human Motivation) de 1943, que posteriorment va ampliar. Maslow formula una jerarquia de necessitats humanes, i defensa que així que hom satisfà les necessitats més bàsiques (part inferior de la piràmide), els éssers humans desenvolupen necessitats i desitjos més elevats (part superior de la piràmide).

## Jerarquia de necessitats
L'escala de les necessitats es descriu com una piràmide de cinc nivells: els quatre primers nivells constitueixen les «necessitats de dèficit» (dèficit needs o D-needs) (primordials) i el nivell superior el va denominar «autorealització», «motivació de creixement» o «necessitat de ser» (being needs o B-needs). La diferència rau en el fet que fins que les necessitats de dèficit no són satisfetes, la necessitat de ser és una motivació contínua.
La idea bàsica és que només s'atenyen necessitats superiors fins que s'han satisfet les necessitats inferiors, és a dir, tots aspirem a satisfer necessitats superiors. Les forces de creixement originen un moviment ascendent en la jerarquia, mentre que les forces regressives empenyen les necessitats prepotents cap avall en la jerarquia. Segons la piràmide de Maslow tenim aquestes necessitats:

### Necessitats fisiològiques bàsiques
Són necessitats fisiològiques bàsiques per mantenir l'homeòstasi (tendents a la supervivència):
- Necessitat de respirar, beure aigua (hidratar-se) i alimentar-se.
- Necessitat de dormir (descansar) i eliminar les deixalles corporals.
- Necessitat d'evitar el dolor i de tenir relacions sexuals.
- Necessitat de mantenir la temperatura corporal, amb un ambient càlid o amb vestidures.

### Necessitats de seguretat i protecció
Sorgeixen quan les necessitats fisiològiques ja estan satisfetes. Es refereixen a sentir-se segur i protegit:
- Seguretat física (tenir un refugi que ens protegeixi de la intempèrie) i de salut (assegurar l'alimentació futura).
- Seguretat de recursos (disposar d'educació, transport i sanitat necessaris per sobreviure amb dignitat).
- Necessitat de veure protegits els teus béns i els teus actius (casa, diners, etc.)

### Necessitats socials
Són les relacionades amb la nostra naturalesa social:
- Funció de relació (amistat)
- Participació (inclusió grupal)
- Acceptació social

Se satisfan per mitjà de les funcions de serveis i prestacions que inclouen activitats esportives, culturals i recreatives. L'ésser humà per naturalesa sent la necessitat de relacionar-se, de ser part d'una comunitat, d'agrupar-se en famílies, amb amistats o en organitzacions socials, amb sentiments com l'amistat, la companyia, l'afecte i l'amor. Aquestes es formen a partir de l'esquema social.

### Necessitats d'estima
Maslow va descriure dos tipus de necessitats d'estima, una que qualificà d'alta i una altra, de baixa.
- L'estima alta consisteix en la necessitat del respecte a un mateix. Inclou sentiments com ara la confiança, la competència, el mestratge, els èxits, la independència i la llibertat.

- L'estima baixa consisteix en el respecte que les altres persones tenen a l'individu: la necessitat d'atenció, d'estima, de reconeixement, de reputació, d'estatus, de dignitat, de fama, de glòria i, fins i tot, de domini.

La minva d'aquestes necessitats es reflecteix en una baixa autoestima i en un complex d'inferioritat.
Qui ha satisfet aquesta necessitat se sent recolzat en el sentit de la vida i en la valoració com a individu i professional, i tranquil·lament pot ascendir cap a la necessitat de l'autorealització.
La necessitat d'autoestima és la necessitat de l'equilibri en l'ésser humà, ja que esdevé el pilar fonamental per tal que l'individu es converteixi en la persona d'èxit que sempre ha somiat o -contràriament- en una persona abocada al fracàs, que no pot aconseguir res pels seus propis mitjans.

### Autorealització o autoactualizació
Aquest últim nivell és una cosa diferent i Maslow va emprar diversos termes per denominar-lo: «motivació de creixement», «necessitat de ser» i «autorealització».
És la necessitat psicològica més elevada de l'ésser humà, es troba en la jerarquia més elevada, i quan es satisfà hom troba una justificació o un sentit vàlid a la vida per mitjà del desenvolupament potencial d'una activitat. S'hi arriba quan tots els nivells anteriors ja s'han aconseguit i completat, si més no fins a cert punt.

#### Persones autorealitzades
Maslow va considerar autorealitzats un grup de personatges històrics que estimava que complien aquests criteris: Abraham Lincoln, Thomas Jefferson, Mahatma Gandhi, Albert Einstein, Eleanor Roosevelt, William James, entre d'altres.
Maslow va deduir de les seves biografies, escrits i activitats una sèrie de qualitats similars. Estimava que aquestes persones tenien aquestes virtuts:
- Sabien diferenciar allò fals i fictici d'allò real i genuí.
- Eren centrades en els problemes, sabien afrontar els problemes en virtut de les seves solucions.
- Tenien una percepció diferent dels significats i els fins.

I en les seves relacions amb els altres tenien aquestes característiques:
- Tenien necessitat de privacitat i se sentien còmodes en aquesta situació.
- Eren independents de la cultura i l'entorn dominants, i es guiaven més en les experiències i els judicis propis.
- Eren resistents a l'enculturació, ja que no eren susceptibles a la pressió social, eren inconformistes.
- Tenien sentit de l'humor no hostil, que els feia preferir les bromes de si mateixos o de la condició humana.
- Tenien bona acceptació de si mateixos i dels altres, tal com eren; no eren pretensiosos ni artificials.
- Manifestaven frescor en l'apreciació, eren creatius, inventius i originals.
- Tenien tendència a viure amb més intensitat les experiències que la resta de la humanitat.

## Metanecessitats i metapatologies
Maslow també aborda d'una altra forma la problemàtica del que és autorealització, tot parlant de les necessitats impulsives. Comenta el que es necessitava per ser feliç: veritat, bondat, bellesa, unitat, integritat i transcendència dels oposats, vitalitat, singularitat, perfecció i necessitat, realització, justícia i ordre, simplicitat, riquesa ambiental, fortalesa, sentit lúdic, autosuficiència i recerca del significatiu.
Quan no se satisfan les necessitats d'autorealització, sorgeixen les metapatologies, la llista de les quals és complementària i tan extensa com la de metanecessitats. Aflora llavors un cert grau de cinisme, els disgustos, la depressió, la invalidesa emocional i l'alienació.

## Característiques generals de la teoria de Maslow
- Només les necessitats no satisfetes influeixen en el comportament de totes les persones, ja que la necessitat satisfeta no genera cap comportament.
- Les necessitats fisiològiques neixen amb la persona, la resta de les necessitats sorgeixen amb el transcurs del temps.
- A mesura que la persona aconsegueix controlar les seves necessitats bàsiques apareixen gradualment necessitats d'ordre superior, no tots els individus senten necessitats d'autorealització, pel fet que és una conquesta individual.
- Les necessitats més elevades no sorgeixen en la mesura que les més baixes van sent satisfetes. Poden ser concomitants però les bàsiques predominaran sobre les superiors.
- Les necessitats bàsiques requereixen per a la seva satisfacció un cicle motivador relativament curt, en contraposició, les necessitats superiors requereixen un cicle més llarg.

### Cicle de procés
Maslow va definir en la seva piràmide les necessitats bàsiques de l'individu d'una manera jeràrquica, col·locant les necessitats més bàsiques o simples a la base de la piràmide i les més rellevants o fonamentals en el cim de la piràmide, a mesura que les necessitats van sent satisfetes o aconseguides sorgeixen altres d'un nivell superior o millor. En l'última fase es troba amb la «autorealització» que no és més que un nivell de plena felicitat o harmonia.

## Crítiques a la teoria
D'acord amb Manfred Max Neef i Martin Hopenhayn al llibre Desarrollo a escala humana (1986), i amb Paul Ekins a Riquezas sin límites, Atlas Gaia de la economía verde, a aquesta concepció de Maslow se li atribueix la legitimació de la piramidalitat social. Si les necessitats estan jerarquitzades i són infinites, la societat es configurarà també jeràrquicament on només la cúspide accedeix a més i a més a costa de mantenir a baix a una base com més àmplia i desposseïda millor. Això es contraposa a la visió del desenvolupament a escala humana, on s'esgrimeix que les necessitats són poques, finites, classificables i universals. Formen un sistema de nou necessitats amb quatre formes de realització: subsistència, protecció, afecte, comprensió, participació, creació, esbarjo, identitat i llibertat, mitjançant l'ésser, el tenir, el fer i el relacionar-se. El Desenvolupament a escala Humana desafia la idea de l'economia clàssica, que les necessitats humanes són infinites. Planteja la diferència entre necessitats i satisfaccions, que són els mitjans per satisfer-les. Aquests varien d'acord amb la persona i en cada cultura.
Mahmoud A. Wahba i Lawrence G. Bridwell van realitzar a Maslow Reconsidered: A Review of Research on the Need Hierarchy Theory (1976) una revisió extensa de la teoria de Maslow i van trobar escasses evidències que aquest ordre de necessitats de Maslow anés així o que existís alguna jerarquia.